# 不老山 (神奈川県)
不老山（ふろうざん）は丹沢山地西部、神奈川県足柄上郡山北町と静岡県駿東郡小山町の境に位置する標高928mの山である。

## 概要
北峰（928m）と南峰（926m）から成る双耳峰である。北峰山頂は樹林に囲まれていて展望はないが、南峰山頂は西側が開けており富士山を望むことができる。
不老山周辺の登山道は富士山・箱根山周辺のみに生息するサンショウバラ（ハコネバラ）の自生地として知られており、花期の5月末～6月上旬は登山者で賑わう。
|                |
| サンショウバラ |

## 登山道
JR御殿場線の駿河小山駅、河内川沿いの山市場から登山道がある。なお、世附川の浅瀬橋からの登山道は2010年秋の水害による浅瀬橋落橋により廃道となった。そのため、しばらくの間北側からの登山道はなかったが、2025年にこの登山口から世附川約1km上流の芦沢橋から新規の登山道が開削された。

## 周辺の山
| 山容 | 名称     | 標高（m） | 不老山からの 方角と距離（km） | 備考                                                      |
| ---- | -------- | --------- | ----------------------------- | --------------------------------------------------------- |
|      | 富士山   | 3,776     | 西 25.2                       | 日本最高峰                                                |
|      | 三国山   | 1,340     | 西 7.9                        | 甲相国境尾根                                              |
|      | 明神峠   | 900       | 西 5.6                        | 山梨県道730号・神奈川県道730号・静岡県道147号山中湖小山線 |
|      | 明神山   | 976       | 西 5.0                        |                                                           |
|      | 湯船山   | 1,041     | 西 4.1                        |                                                           |
|      | 白嵓ノ頭 | 978       | 西 3.3                        | 「白クラノ頭」とも                                        |
|      | 峰坂峠   | 720       | 西 2.0                        |                                                           |
|      | 世附峠   | 700       | 西北西 1.0                    |                                                           |
|      | 不老山   | 928       | 0                             |                                                           |
|      | 大野山   | 723       | 東南東 4.4                    |                                                           |
|      | 権現山   | 1,019     | 北北東 4.0                    |                                                           |
|      | 蛭ヶ岳   | 1,673     | 北東 15.6                     | 神奈川県および丹沢山地の最高峰                            |